# Speculum al foder
Speculum al foder és un llibre medieval en català, d'autor anònim, que es pot traduir al català actual per Mirall, espill o manual del fotre i pretén ser un tractat sobre les bones maneres sexuals. Inclòs en el gènere didàctic dels tractats, és un text divulgatiu sobre la seducció, les pràctiques sexuals i la higiene. Es tracta del primer manual eròtic europeu. Se'n conserven dues còpies manuscrites, una d'aquestes parcial, del segle xv, a la Biblioteca Nacional de Madrid.

## Història
En la seua major part, l'Speculum al foder és una traducció del tractat en llatí Liber minor de coitu, basat en el Liber de coitu, que va ser redactat en llatí al segle xii per Constantí Africà, el qual es basa en altres llibres àrabs, i aquests, alhora, tenen com a origen remot el Kama Sutra indi.

## Contingut
El llibre Speculum al foder parteix de la concepció galènica que hi ha sis coses no naturals que permeten mantenir la salut: menjar i beure, vetllar i dormir, l'exercici i el repòs, les replecions i les evacuacions (entre aquestes, l'ejaculació), l'aire que ens envolta, i les passions de l'ànima. És a dir, l'enamorament provoca malalties, però l'acte sexual és sa.
El contingut original de l'obra inclou un manual de psicologia femenina per a la seducció i un catàleg de postures sexuals. També s'esmenta una eina, el godomassí, predecessora dels consoladors. També s'expliquen procediments per sintetitzar remeis i afrodisíacs, com per exemple la medicina per a endreçar la verga, en la qual es detalla la recepta de la llet merengada.